# Иванов, Андрей (дьяк)
Андрей Иванов — русский дипломат конца XVI — начала XVII века.
В 1590 году подьячий, с 1598 года дьяк Новгородской четверти, в 1606—1610 годах дьяк Казанского дворца, в 1607—1609 и 1613—1615 годах дьяк Новгородской четверти.
Будучи подьячим, в 1590—1592 годах состоял гонцом в Литве и свои доношения писал «вязью, литореею и новою азбукой», заимствованной у австрийского посла. В 1598 году вёл переговоры с Шилем (послом императора). В 1601 году с Григорием Волконским ездил послом к Казы-Гирею. В 1604 году ездил в Грузию для утверждения её в Русском подданстве. В 1606 году опять с Григорием Волконским ездил в Польшу с извещением о смерти Лжедмитрия; это посольство испытывало от поляков много неприятностей. В 1612 году подписывал некоторые грамоты Дмитрия Пожарского из Ярославля.